# Acaulospora koskei
Acaulospora koskei är en svampart som beskrevs av Blaszk. 1995. Acaulospora koskei ingår i släktet Acaulospora och familjen Acaulosporaceae.   Inga underarter finns listade i Catalogue of Life.